# 拉吉加尔县
拉吉加尔县，为印度中央邦所辖的一个县。北邻拉贾斯坦邦，东邻博帕尔县，南邻沙贾布尔县。总面积6,154 km²，总人口1,545,814 (2011年)。县治位于拉吉加尔。

## 行政区划
拉吉加尔县分为6个乡。